# Премія Роберта Ерла Мак-Коннелла
Премія Роберта Ерла Мак-Ко́ннелла (англ. Robert Earll McConnell Award) — нагорода, заснована 1968 року Американським інститутом гірничих, металургійних і нафтових інженерів на визнання видатного інженерного внеску, який поліпшує рівень життя чи поповнює природно-ресурсну базу людства. Таким корисним внеском може бути відкриття важливого джерела постачання корисних копалин, розроблення технологічного процесу для розширення запасів корисних копалин.

## Історія заснування нагороди
1968 року Американський інститут гірничих, металургійних і нафтових інженерів (AIME) встановив нагороду за досягнення в галузі інженерії, яку перейменував на честь та згадку про Роберта Ерла МакДоннелла після його смерті 1971 року. Роберт Мак-Коннелл був видатним гірничим інженером, фінансистом, філантропом і членом AIME протягом п'ятдесяти п'яти років. Навчався гірництву в Колумбійському університеті. До Першої світової війни працював як гірничий в кількох компаніях. Під час війни служив лейтенантом, у наступні роки він був пов'язаний з Нью-Йоркською фондовою біржею, був президентом і директором інвестиційного трасту, президентом і директором нафтовидобувної компанії Pilgrim Exploration Company. Під час Другої світової війни перебував на державній службі, виконуючи функції радника уряду США, працюючи в дорадчих комітетах. 1936 року створив Фонд Роберта Ерла Мак-Коннелла, був його головою та довіреною особою.

## Опис нагороди
Нагорода має вигляд вертикального литого бронзового барельєфа із символом AIME: по центру нафтова вишка із перехрещеними молотами. Барельєф, заввишки 10 дюймів, змонтований на підставці з горіхового дерева у формі паралелепіпеда, до вертикальної грані якого прикріплена бронзова пластина, на якій зазначено рік вручення нагороди, ім'я лавреата та цитата, яка відтворює його заслуги та досягнення. Преміальний фонд нагороди фінансується Фондом Роберта Ерла МакКоннелла.

## Умови номінації
Вибір номінанта здійснюється за представленням чотирьох Товариств-членів AIME окремо через їх індивідуальні процедури номінації:
- Товариства гірничої промисловості, металургії та розвідки (SME);
- Товариства мінералів, металів і матеріалів (англ. The Minerals, Metals & Materials Society - TMS);
- Асоціації технологій чавуну та сталі (англ. Association for Iron and Steel Technology - AIST);
- Товариства інженерів-нафтовиків (англ. Society of Petroleum Engineers - SPE).[3]

Вибір номінантів здійснюється з-поміж живих членів AIME. Перевага надається члену відповідного Товариства-члена, яке представляє кандидатуру номінанта. Кандидатура від Товариства-члена затверджується Правлінням AIME на щорічних зборах, про затвердження кандидата повідомляється на вебсайті AIME. Довірені особи не можуть отримувати нагороду за лавреата.